# Молодило горное
Молодило горное (лат. Sempervivum montanum) — суккулент из рода молодило (Sempervivum) семейства толстянковые (Crassulaceae).
Народные названия: пупец горный, роевик горный или роевник горный.

## Общая характеристика
Хамефиты. Представляет собой многолетнее, образующее столоны растение. Стебли вырастают высотой 7-18 см. Имеет тонкие ползучие корневища.
Образовывает куст из многочисленных вегетативных и генеративных особей, которые формируются в пазухах листьев, расположенных розеткой. Монокарпические розетки в форме звезды диаметром 1-3 см имеют запах смолы и образовываются мясистыми, суккулентными противоположно расположенными темно-зелеными листьями с пурпурным кончиком. По краям листьев расположены длинные ресничные волоски. Цветоносные стебли вырастают высотой 5-8 см, выбрасывают цветы на верхушке стебля от 3 до 10 шт в диаметре до 3,5 см. Венчик образован 10-15 лепестками, преимущественно пурпурно-фиолетового цвета с темными прожилками. Цветет в июле-августе, плодоносит в августе. Размножается вегетативно.

## Экологическое расположение
Растет преимущественно на каменистых субстратах. Большинство популяций расположена на высоте 1400—1900 м над уровнем моря.

## Распространение
Юго-среднеевропейский альпийский вид. Встречается в субальпийском и альпийском поясах гор Европы. Имеет изолированные популяции в Пиренеях, на острове Корсика, в Альпах, Апеннинах и Карпатах. Растет в Австрии, Франции, Италии, Польше, Румынии, Словакии, Испании, Швейцарии и Украине .

## Хозяйственное, культурное и коммерческое значение
Вид имеет декоративное значение. Также обладает противоэрозийными свойствами и влияет на обновления почвы. Очень вариабельный вид молодила. Легко образует гибриды в природе с Sempervivum arachnoideum, Sempervivum grandiflorum, Sempervivum nevadense, Sempervivum tectorum и Sempervivum wulfenii, а в культуре еще и со многими другими видами рода. В качестве культурного растения выращивают в каменистом, едва кислом субстрате на ярком солнце. Выносливое растение, не боится морозов, поэтому с успехом выращивается на открытом воздухе, как в горшках, так и просто в почве, на различных ограждениях .
Размножается дочерними розетками, которые образуются на столонах у основания растения.